# Bras de la Rivière Ouelle
Ne doit pas être confondu avec Rivière-Ouelle.
Pour les articles homonymes, voir Ouelle et Bras.
Le Bras de la Rivière Ouelle est un affluent de la rivière Ouelle, coulant entièrement dans la municipalité de Tourville, dans la municipalité régionale de comté (MRC) de L'Islet, dans la région administrative de Chaudière-Appalaches, dans la province de Québec, au Canada.

## Géographie
Le bras de la Rivière Ouelle prend sa source au lac Therrien (altitudeː 381 m), dans le canton de Fournier, dans la partie ouest de la municipalité de Tourville (47° 01′ 58″ N, 70° 06′ 33″ O), dans les monts Notre-Dame. Ce lac est situé à 10,9 km au sud-ouest du centre du village de Tourville, à 12,7 km au sud-ouest du centre du village de Sainte-Perpétue et à 11,3 km à l'est du centre du village de Saint-Cyrille-de-Lessard. Le chemin de fer du Canadien National passe sur la rive nord-ouest du lac. La villégiature est développée sur la rive nord du lac.
À partir du lac Therrien, le bras de la Rivière Ouelle coule sur environ 18 km, répartis selon les seɡments suivantsː
- vers le nord-est, en suivant plus ou moins le parcours du chemin de fer, jusqu'à la décharge du lac des Athacas (venant du nord-ouest) ;
- vers l'est, jusqu'à la rue Principale de Tourville, qu'elle coupe à 0,9 km au nord-ouest du centre du village ;
- vers le nord-est, jusqu'à sa confluence où il se déverse dans la rivière Ouelle (venant du sud).

Le pont du chemin du rang John enjambe la rivière Ouelle et la confluence du bras de la Rivière Ouelle est situé près du pont (côté nord-ouest). Cette confluence est située à 3,1 km au nord-est du centre du village de Tourville.

## Toponyme
L'origine du toponyme bras de la Rivière Ouelle dérive de l'appellation de la rivière Ouelle.
Le toponyme « R. Hoel » apparait sur une carte conçue par Jean Bourdon vers 1641 pour désigner la rivière Ouelle. Cette appellation d'origine évoque Louis Houël, sieur du Petit-Pré, contrôleur des salines de Brouage, membre de la Compagnie des Cent-Associés et secrétaire du roi. Ami et protecteur de Samuel de Champlain, Houël a hiverné à Québec en 1640-1641. Il a été l'un des principaux instigateurs de la venue des Récollets en Nouvelle-France.
La carte dressée par Jean Deshayes de 1695 porte la graphie moderne rivière Ouelle.
Le toponyme Bras de la Rivière Ouelle a été officialisé le 5 décembre 1968 par la Commission de toponymie du Québec.